# Керов ефекат
Керов ефекат или квадратни електро-оптички ефекат (КЕО ефекат) је промена индекса преламања материјала под утицајем електричног поља. Ефекат се разликује од Покеловог по томе што је промена индекса преламања пропорционална квадтату поља уместо његовој величини (Е). Сви материјали показују Керов ефекат само што је он код већине толико мали да се може опазити тек врло прецизним мерењима. Ефекат је открио шкотски физичар Џон Кер 1875.

## Керов електро-оптички ефекат
Керов електро-оптички ефекат или једносмерни Керов ефекат је специјални случај у којем се користи споро променљиво електрично поље, рецимо, настало применом напона преко електрода међу којима се налази посматрани материјали. Под утицајем примењеног поља материјал почиње двојно да прелама тј. индекс преламања постаје различит за светло поларизовано паралелно или нормално на правац деловања поља. Разлика у индексима преламања
Δn, је дата изразом
{\displaystyle \Delta n=\lambda KE^{2}\ ,}
где је λ таласна дужина светлости, К, Керова константа и Е јачина елетричног поља. Због ове разлике у индексима преламања материјал почиње да делује као таласна плочица када се осветли у правцу нормалном на правац поља. Када се материјал стави између два укрштена линеарна поларизатора, када је поље искључено светлост не пролази кроз поларизаторе. Међутим, када се поље укључи, због изазваног двојног преламања, светлост пролази кроз поларизаторе. Интензитет пропуштене светлости расте са Керовом константом, тј, са вешом Керовом константом потпуна трансмисија светлости може да се постигне са мањим електричним пољима. 
Неке поларне течности, као што су нитротолуен (C7H7NO2) и нитробензол (C6H5NO2) показују веома велике Керове константе. Стаклена ћелија испуњена једном од ових течности назива се Керова ћелија. Они се често користе за модулацију светлости, пошто Керов ефекат веома брзо реагује на промене у електричном пољу. Светлост се може модулисати помоћу ових уређаја на фреквенцијама до 10 GHz. Пошто је Керов ефекат релативно слаб, типична Керова ћелија може захтевати напоне до 30 kV да би се постигла потпуна транспарентност. Ово је у супротности са Покелсовим ћелијама, које могу да раде на много нижим напонима. Још један недостатак Керове ћелија је то што је најбољи доступни материјал, нитробензол, отрован. Неки транспарентни кристали су такође коришћени за Керову модулацију, иако имају мање Керове константе.
У медијима којима недостаје инверзиона симетрија, Керов ефекат је генерално маскиран много јачим Покелсовим ефектом. Међутим, Керов ефекат је и даље присутан и у многим случајевима се може открити независно од доприноса Покелсовог ефекта.

## Керов оптички ефекат
Керов оптички ефекат или AC Керов ефекат је случај у којем је електрично поље последица саме светлости. Ово узрокује варијацију у индексу преламања који је пропорционалан локалном зрачењу светлости. Ова варијација индекса преламања одговорна је за нелинеарне оптичке ефекте самофокусирања, самофазне модулације и модулационе нестабилности, и представља основу за закључавање модела Керових сочива. Овај ефекат постаје значајан само са веома интензивним сноповима као што су они из ласера. Керов оптички ефекат је такође примећен да динамички мења својства спајања модова у мултимодном влакну, техника која има потенцијалну примену за потпуно оптичке механизме пребацивања, нанофотонске системе и нискодимензионе фотосензорске уређаје.

## Магнето-оптички Керов ефекат
Магнетно-оптички Керов ефекат (МОКЕ) је феномен да светлост која се рефлектује од магнетизованог материјала има благо ротирану раван поларизације. То је слично Фарадејевом ефекту где се ротира раван поларизације пропуштене светлости.

## Теорија

### Једносмерни Керов ефекат
Код нелинеарних материјала поље електричне поларизације Р зависи од елетричног поља Е:
{\displaystyle \mathbf {P} =\varepsilon _{0}\chi ^{(1)}\mathbf {E} +\varepsilon _{0}\chi ^{(2)}\mathbf {EE} +\varepsilon _{0}\chi ^{(3)}\mathbf {EEE} +\dots }
где је ε0 пермитивност вакуума а χ() компонента n-тог реда електричне сусцептибилности средине. Симбол ":" представља скаларни производ између матрица. Тај однос се може експлицитно написати; i-та компонента за вектор P се може изразити као:
{\displaystyle P_{i}=\varepsilon _{0}\sum _{j=1}^{3}\chi _{ij}^{(1)}E_{j}+\varepsilon _{0}\sum _{j=1}^{3}\sum _{k=1}^{3}\chi _{ijk}^{(2)}E_{j}E_{k}+\varepsilon _{0}\sum _{j=1}^{3}\sum _{k=1}^{3}\sum _{l=1}^{3}\chi _{ijkl}^{(3)}E_{j}E_{k}E_{l}+\cdots }
где је {\displaystyle i=1,2,3}. Често се претпоставља да је {\displaystyle P_{1}=P_{x}}, тј. компонента паралелна са x поља поларизације; {\displaystyle E_{2}=E_{y}} и тако даље.
За линеарну средину значајан је само први члан једначине и поларизација линеарно зависи од електричног поља. 
За материјале који показују Керов ефекат, значајан је трећи члан χ(3). Размотримо утицај збирног електричног поља Е које стварају светлосни талас фреквенције ω и спољашње електрично поље 0:
{\displaystyle \mathbf {E} =\mathbf {E} _{0}+\mathbf {E} _{\omega }\cos(\omega t),}
где је Eω векторска амплитуда таласа.
Комбиновањем ове две једначине добија се сложени израз за P. За DC Керов ефекат, се може занемарити у потпуности осим линеарних чланова и оних у {\displaystyle \chi ^{(3)}|\mathbf {E} _{0}|^{2}\mathbf {E} _{\omega }}:
{\displaystyle \mathbf {P} \simeq \varepsilon _{0}\left(\chi ^{(1)}+3\chi ^{(3)}|\mathbf {E} _{0}|^{2}\right)\mathbf {E} _{\omega }\cos(\omega t),}
што је слично линеарном односу између поларизације и електричног поља таласа, са додатним нелинеарним чланом осетљивости пропорционалним квадрату амплитуде спољашњег поља.
За несиметричне медије (нпр. течности), ова индукована промена осетљивости производи промену индекса преламања у правцу електричног поља:
{\displaystyle \Delta n=\lambda _{0}K|\mathbf {E} _{0}|^{2},}
где је λ0 таласна дужина вакуума, а K Керова константа за медијум. Примењено поље индукује дволомност у медијуму у правцу поља. Керова ћелија са попречним пољем може тако да делује као променљива таласна плоча, ротирајући раван поларизације таласа који путује кроз њу. У комбинацији са поларизаторима, може се користити као затварач или модулатор.
Вредности K зависе од медијума и износе око 9,4×10−14 m·V−2 за воду и 4,4×10−12 m·V−2 за нитробензен.
За кристале, осетљивост средине ће генерално бити тензор, а Керов ефекат производи модификацију овог тензора.

### Наизменични Керов ефекат
У оптичком или AC Керовом ефекту, интензиван сноп светлости у медијуму може сам да обезбеди модулирајуће електрично поље, без потребе за применом спољашњег поља. У овом случају, електрично поље је дато са:
{\displaystyle \mathbf {E} =\mathbf {E} _{\omega }\cos(\omega t),}
где је Eω амплитуда таласа као и раније.
Комбинујући ово са једначином за поларизацију и узимајући само линеарне чланове и оне у χ(3)|Eω|3:‍:81–82
{\displaystyle \mathbf {P} \simeq \varepsilon _{0}\left(\chi ^{(1)}+{\frac {3}{4}}\chi ^{(3)}|\mathbf {E} _{\omega }|^{2}\right)\mathbf {E} _{\omega }\cos(\omega t).}
Као и раније, ово изгледа као линеарна осетљивост са додатним нелинеарним чланом:
{\displaystyle \chi =\chi _{\mathrm {LIN} }+\chi _{\mathrm {NL} }=\chi ^{(1)}+{\frac {3\chi ^{(3)}}{4}}|\mathbf {E} _{\omega }|^{2},}
и стога:
{\displaystyle n=(1+\chi )^{1/2}=\left(1+\chi _{\mathrm {LIN} }+\chi _{\mathrm {NL} }\right)^{1/2}\simeq n_{0}\left(1+{\frac {1}{2{n_{0}}^{2}}}\chi _{\mathrm {NL} }\right)}
где је n0=(1+χLIN)1/2 линеарни индекс преламања. Користећи Тејлорову експанзију од χNL << n02, ово даје индекс преламања зависан од интензитета (IDRI) од:
{\displaystyle n=n_{0}+{\frac {3\chi ^{(3)}}{8n_{0}}}|\mathbf {E} _{\omega }|^{2}=n_{0}+n_{2}I}
где је n2 нелинеарни индекс преламања другог реда, а I је интензитет таласа. Промена индекса преламања је стога пропорционална интензитету светлости која путује кроз медијум.
Вредности n2 су релативно мале за већину материјала, реда величине 10−20 m² W−1 за типична стакла. Због тога су интензитети зрака (зрачења) реда величине 1 GW cm−2 (као што су они произведени ласерима) неопходни да би се произвеле значајне варијације у индексу преламања путем AC Керовог ефекта.
Како се сноп самофокусира, вршни интензитет се повећава што, заузврат, узрокује више самофокусирања. Зраку је онемогућено неограничено самофокусирање нелинеарним ефектима као што је вишефотонска јонизација, који постају важни када интензитет постане веома висок. Како се интензитет самофокусиране тачке повећава изнад одређене вредности, медијум се јонизује високим локалним оптичким пољем. Ово смањује индекс преламања, дефокусирајући светлосни сноп који се шири. Пропагација се затим наставља у низу поновљених корака фокусирања и дефокусирања.